# Chris Farlowe
Chris Farlowe, född John Henry Deighton den 13 oktober 1940 i Islington i London, är en brittisk sångare.
Farlowe började sin musikaliska bana som skifflemusiker på 1950-talet. Han blev på 1960-talet medlem i gruppen The Thunderbirds men fick inget kommersiellt genombrott, trots att gruppen fick skivkontrakt på bolaget Columbia. Tidigt 1966 skrev han kontrakt hos Andrew Loog Oldhams skivbolag Immediate Records. Han spelade in en version av The Rolling Stones låt "Think", vilken blev hans första topp 40-noterade singel i Storbritannien med en 37:e plats på UK Singles Chart. Nästa singel var en outgiven Rolling Stones-låt, "Out of Time", vilken kom att bli Farlowes största hit. Den blev singeletta i Storbritannien. Nästa singel ytterligare en oinspelad Rolling Stones-låt, "Ride On, Baby" stannade på plats #31. Hans sista 1960-talshit var "Handbags and Gladrags" från 1967 som skrevs av Manfred Mann-sångaren Mike d'Abo. Låten blev senare mer känd i Rod Stewarts version från 1969. 
På 1970-talet sjöng han kortvarigt i grupperna Colosseum och Atomic Rooster. På 1980-talet medverkade han på två av Jimmy Pages soloalbum, Death Wish (1982) och Outrider (1988). Farlowe har varit fortsatt aktiv som musiker och gett ut nya album in på 2000-talet.

## Diskografi
Soloalbum
- 1966 – 14 Things to Think About
- 1966 – The Art of Chris Farlowe
- 1970 – From Here to Mama Rosa
- 1975 – Chris Farlowe Band Live
- 1985 – Out of the Blue
- 1986 – Born Again
- 1986 – Live in Berlin
- 1992 – Waiting in the Wings
- 1996 – Lonesome Road
- 1996 – BBC in Concert
- 1996 – As Time Goes By
- 1998 – The Voice
- 2001 – Glory Bound
- 2003 – Farlowe That!
- 2005 – Hungary for the Blues
- 2006 – At Rockpalast
- 2008 – Hotel Eingang
- 2014 – Bursting over Bremen/Live 1985

Andra album
- 1966 – Chris Farlowe and the Thunderbirds
- 1968 – Tonite Lets All Make Love in London (soundtrack)
- 1969 – The Last Goodbye (samlingsalbum)
- 1977 – Greatest Hits (samlingsalbum)
- 1982 – Death Wish II (soundtrack til Death Wish II tillsammans med Jimmy Page)
- 1991 – Chris Farlowe & Roy Herrington Live in Berlin (oktober 1991)
- 1994 – Superblues (livealbum tillsammans med Pete York)
- 1994 – Swinging Hollywood (studioalbum tillsammans med Pete York)